# Axel Aubert (skådespelare)
Axel Aubert, född 27 oktober 1973 i Fredrikstad, Norge, är en norsk-svensk skådespelare.
Aubert utexaminerades från Teaterhögskolan i Stockholm 2000. och har bland annat varit engagerad vid Dramaten, Östgötateatern, Nationaltheatret i Oslo och Oslo Nye Teater.[källa behövs]

## Filmografi
- 2000 – K2 Secret
- 2002 – Okänd avsändare
- 2006 – Nisse Hults historiska snedsteg (TV-serie)
- 2007 – Signaler (kortfilm)
- 2008 – Fishy
- 2008 – Hvaler (TV-serie) (till och med 2010)
- 2011 – Hotel Cæsar (TV-serie) (till och med 2012)